# Strona di Mosso
La Strona di Mosso est un torrent du Piémont, affluent du Cervo en rive gauche. Son lit se développe entièrement dans la province de Biella.
Son bassin a un périmètre complet de 49 kilomètres.

## Géographie

### Parcours
La Strona di Mosso naît au sud du Col de Sessera et sillonne la gorge de Camandona avant d'être retenu par la digue artificielle de Ponte Vittorio créant un lac riche en truites. À partir de ce point, le torrent forme la vallée de Mosso ou Vallestrona (homonyme à celle du Cusio dans la province du Verbano-Cusio-Ossola), densément peuplée et riche en usines textiles. Après le mont Rovella, le cours du torrent se dirige vers le sud-est puis rejoint Cossato, recevant la contribution hydrique du Quargnasca et sort de la plaine agricole en confluent dans le Cervo.
La Strona di Mosso représente le cours d'eau le plus significatif du Biellois central et la vallée qu'elle forme est caractérisée par un paysage où une importante implantation d'industries coexiste avec de beaux bois recouvrant les flancs des montagnes environnantes.

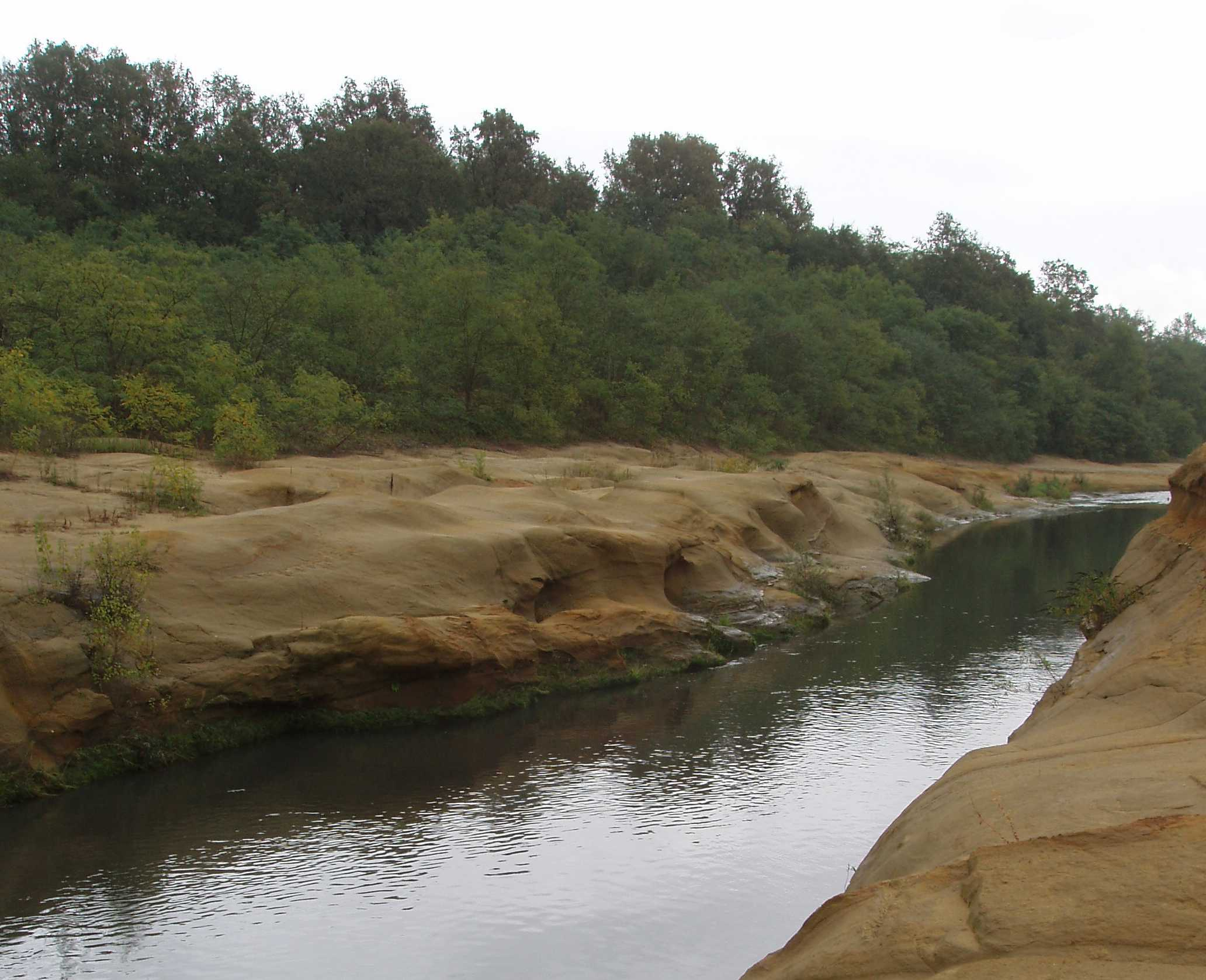
La zone des canyons de sable.

Dans la zone de la confluence avec le Cervo, l'érosion a creusé des formations caractéristiques ressemblant à des canyons de sable dans le sable compact et rougeâtre traversé par le lit des deux torrents. Ces dépôts de sable sont ensuite creusés en divers endroits par l'action érosive des cailloux transportés par le courant qui produit des tas de sable, proche du mécanisme de formation des tas de sable présent dans les torrents de montagne.

### Principaux affluents
Sur la rive gauche :

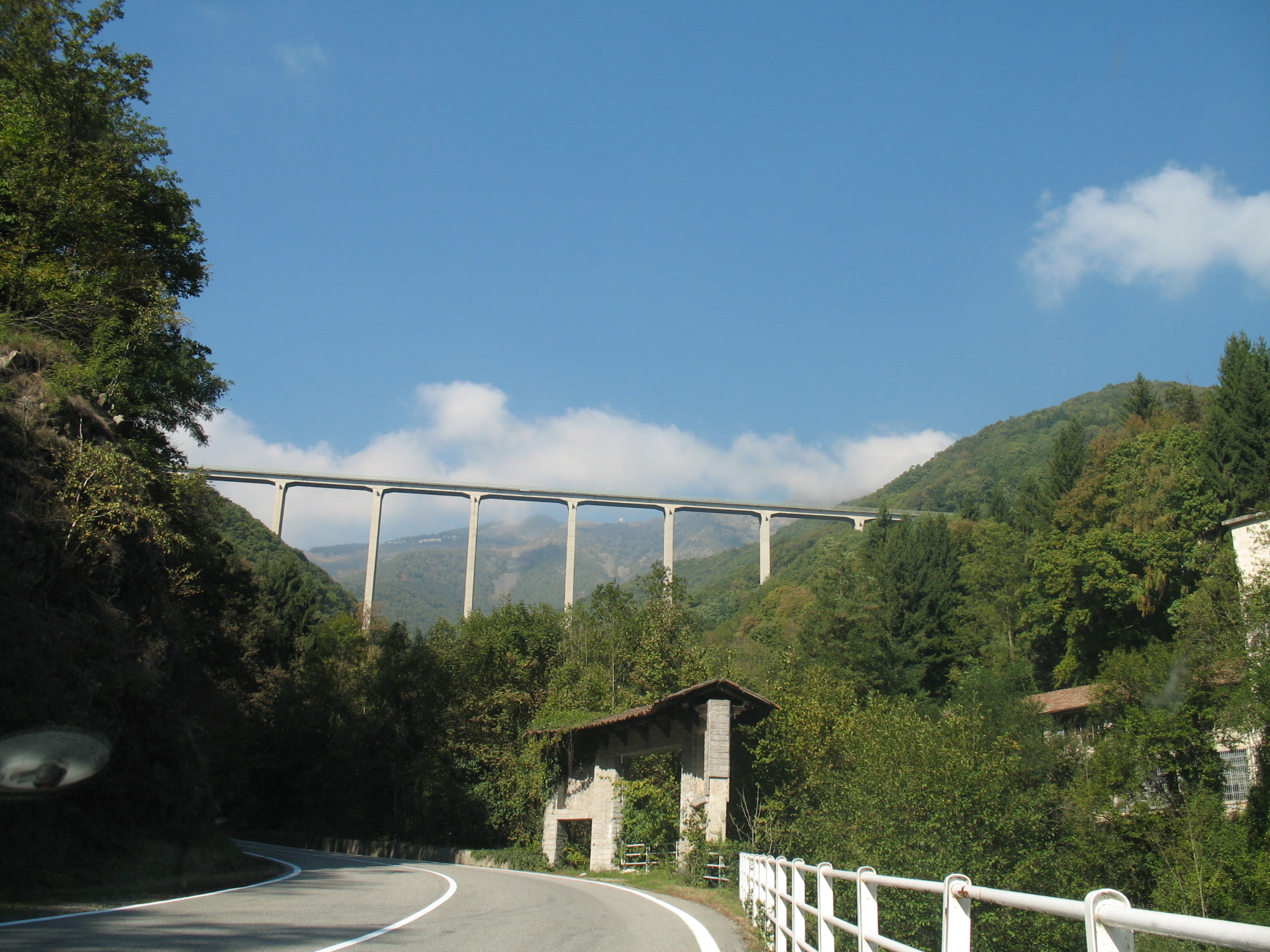
Le viaduc surplombant le Rio Poala entre Pistolesa et Veglio.

- Rio Berguso : conflue dans la Strona di Mosso au niveau du lac de Ponte Vittorio.
- Rio Overa : descend de Belmonte, passant entre Camandona et Veglio.
- Rio Poala : traversé par le haut viaduc de la Pistolesa, il se jette dans la Strona di Mosso au centre de Valle Mosso.
- Rio Caramezzana : conflue dans la Strona di Mosso un peu plus en contrebas du Poala, peu après avoir marqué la frontière entre Mosso Santa Maria et Pistolesa.
- Rio Toléra : descendant de Capomosso, sillonnant la gorge entre Mosso et Crolle, il se jette dans la Strona di Mosso à Valle Mosso.
- Rio Venalba : prenant sa source sous la Ragna de Margosio, et après avoir marqué la frontière entre Mosso Santa Maria et Valle Mosso, ainsi qu'entre Croce Mosso (hameau de Vallee Mosso) et Valle Mosso, dans le centre de ce dernier, il conflue dans la Strona di Mosso.
- Rio Merle : prenant sa source sur les flancs de l'agglomération de Croce Mosso, et après avoir effleuré les hameaux Gallo et Molina, se jette dans le torrent à proximité de l'agglomération de Falcero.
- Rio Campore : prend le nom du hameau près duquel il conflue avec la Strona di Mosso, mais ses sources se trouvent entre Regione Massaro et Premarcia.

Sur la rive droite :
- Rio Soccasca : prend sa source sur le Mont Casto près du hameau Socco de Callabiana.
- Rio Tamarone : forme la petite vallée boisée séparant Selve Marcone de Pettinengo.
- Torrent Quargnasca : sans aucun doute, l'affluent du Strona di Mosso le plus considérable, qui conflue dans la Strona sur le territoire de la commune de Cossato peu après avoir reçu l'apport hydrique de la Chiebbia[4].

## Histoire

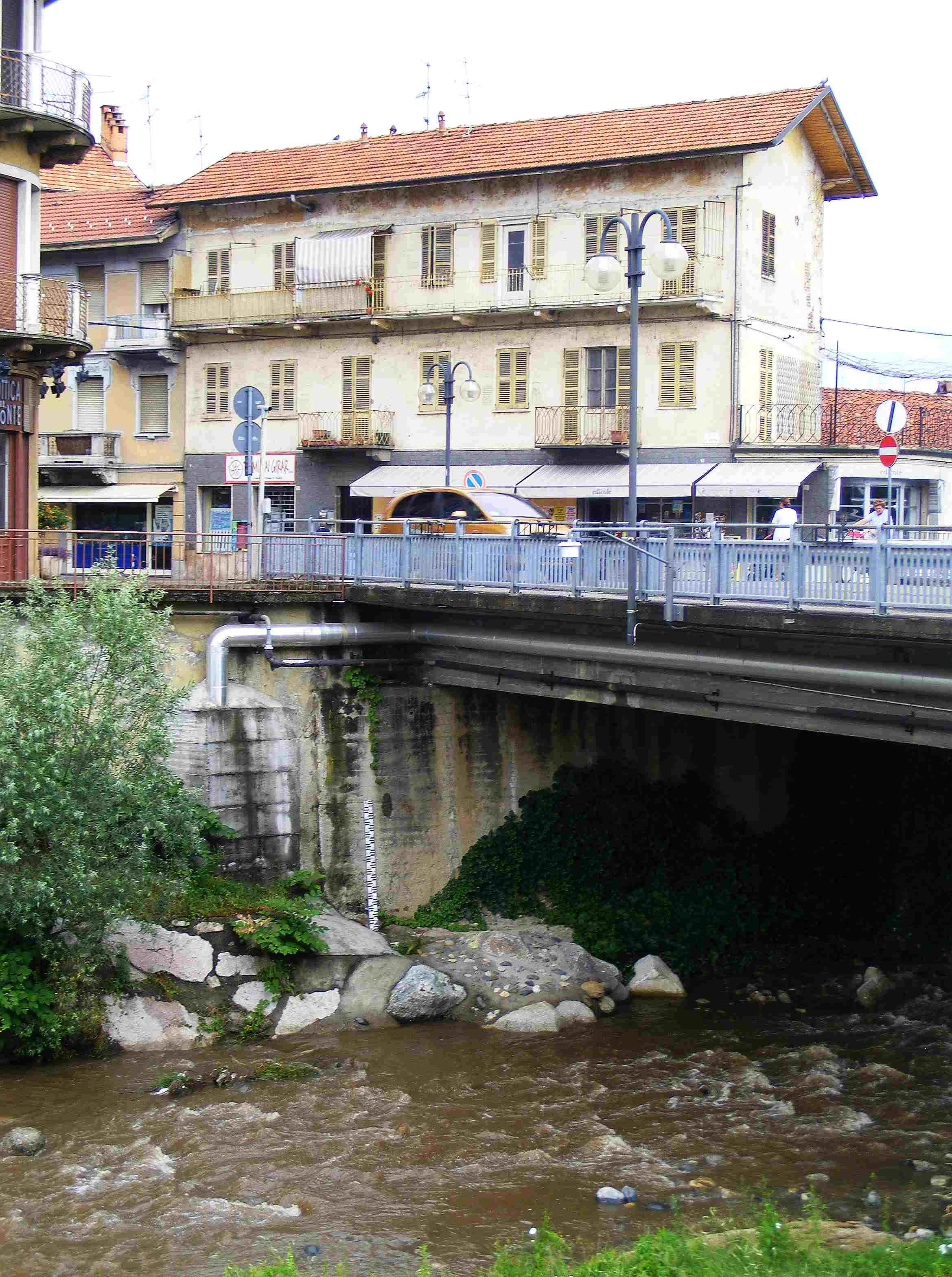
Le Strona di Mosso à Cossato.

Les crues du Strona di Mosso ont causé de graves dommages durant les évènements alluviaux ayant impliqué le Biellois. Ceux de novembre 1968 a été quasi certainement le plus ruineux. L'inondation causa 58 morts dans la vallée et fit plus de 100 blessés. 250 maisons d'habitation et de nombreux sites industriels furent détruits et nombre d'entreprises durent recourir à la caisse d'intégration des chômeurs qui concerna environ 13 000 employés.

## Utilisation
La pureté et les propriétés chimiques de ses eaux sont restées source de bienfait pour l'industrie textile de la vallée qui s'en servait pour le lavage des peaux, avant qu'elles deviennent source d'énergie cinétique.
Le torrent subit toujours de nombreux prélèvements hydriques à usage industriel. Ceux-ci sont réalisés par la Società Acquedotto Industriale Vallestrona qui en a la gestion, tout comme de l'ouvrage de Ponte Vittorio à Camandona, pour un usage industriel et d'irrigation.

## Environnement
Le statut environnemental des eaux du torrent a été classé en 2002 par la Région piémontaise comme « bon » jusqu'à Veglio et « suffisant » à Cossato, tronçon de la vallée caractérisé par des émissions d'origine civile et industrielle et par la présence de résidus de produits phytosanitaires.

## Sources
- (it) Cet article est partiellement ou en totalité issu de l’article de Wikipédia en italien intitulé « Strona di Mosso » (voir la liste des auteurs).